# أدغاس
أدغاس (بالإنجليزية: ADAGHAS)‏ هي جماعة قروية تابعة لإقليم الصويرة ضمن جهة مراكش - تانسيفت - الحوز بالمغرب. بلغ مجموع عدد سكان أدغاس  حسب إحصاءات 2004 حوالي 3321 نسمة يعيشون في 559 أسرة.